# ICBインターナショナル
ICBインターナショナルは、株式会社アイシービーが運営する民間スクール。
東京・銀座に拠点を置き、イメージコンサルタント、カラーアナリスト、パーソナルスタイリストやウォーキングインストラクターなどを育成する講座を開講。
学校法人ではないため、運営する教育施設は学校教育法に定める専修学校や各種学校ではない。

## 会社概要
- 社名：株式会社アイシービー
- 代表取締役：二神弓子
- 所在地：東京都中央区銀座4-12-15　歌舞伎座タワー2階
- 創業：1998年
- 設立：2000年
- ホームページ：HP

## 事業内容
- スクール事業1：カラーアナリスト、パーソナルスタイリスト、ウォーキングインストラクター、マナー講師の育成
- スクール事業2：フィニッシングスクールの運営
- コンサルティングサービス：パーソナルイメージコンサルティングほか
- 研修事業：社員研修の運営及び講師派遣

## 沿革
- 1998年　東京・渋谷区にてICBオフィス創業　同年ICBウォーキングスタジオ設立
- 1999年　ICBインターナショナル設立　ICBフィニッシングスクール設立
- 2000年　東京・港区青山にて株式会社アイシービー設立
- 2010年　東京・有楽町へ移転
- 2013年　東京・銀座　歌舞伎座タワーに移転